# Callistosporium heimii
Callistosporium heimii är en svampart som först beskrevs av Rolf Singer, och fick sitt nu gällande namn av Rolf Singer 1944. Callistosporium heimii ingår i släktet Callistosporium och familjen Tricholomataceae.   Inga underarter finns listade i Catalogue of Life.